# Daniel Passarella
Daniel Alberto Passarella (Chacabuco, 25 mei 1953) is een voormalig Argentijns profvoetballer en voetbaltrainer.

## Loopbaan als speler
Passarella begon zijn carrière als speler bij Club Atlético Sarmiento in de buurt van Buenos Aires. Van daaruit maakte hij de overstap naar de grote Argentijnse club River Plate. Hierna vertrok hij naar Europa waar hij uitkwam voor Fiorentina en een korte periode bij Internazionale. Na zijn succesvolle tijd in de Serie A keerde hij terug naar zijn oude club River Plate, waar hij speelde tot het einde van zijn actieve loopbaan.
Zijn bijnaam luidde "El Gran Capitán" (de grote kapitein) of “Kaiser” (een verwijzing naar Franz Beckenbauer) vanwege zijn grote leiderschapskwaliteiten, zijn passie en zijn organisatievermogen op het veld. Passarella was een verdediger die graag meedeed in de aanval en regelmatig zijn doelpunten meepakte. Hij is tijdelijk de meest veelscorende verdediger ooit geweest, met 134 doelpunten in 451 wedstrijden. Dit record is uiteindelijk verbroken door Ronald Koeman.
Ook in de lucht heerste Passarella, zowel in de verdediging als in de aanval. Ondanks zijn geringe lengte (1.73) scoorde hij regelmatig met het hoofd. Hij had een sterke vrije trap en was goed in het nemen van strafschoppen. Hij was ook berucht om het gebruik van zijn ellebogen tegen tegenstanders zonder dat de scheidsrechter het in de gaten had.

## Nationale ploeg
Als aanvoerder van de Argentijnse nationale ploeg werd hij wereldkampioen na op het Wereldkampioenschap 1978 het Nederlands elftal te verslaan. Als eerste Argentijn mocht hij de beker vasthouden, omdat deze het eerst aan hem werd uitgereikt.
In de kwalificatie voor het Wereldkampioenschap 1986 in Mexico speelde Passarella ook een belangrijke rol. In het duel tegen Peru scoorde hij in de laatste minuten van de wedstrijd de winnende treffer, en stelde zo deelname veilig. Een blessure zorgde ervoor dat hij niet in actie kwam op het  WK 1986. Hij werd vervangen door de verdediger José Luis Brown. Argentinië won met een Diego Maradona in topvorm voor de tweede maal het wereldkampioenschap. Passarella is de enige Argentijnse speler die betrokken was bij het winnen van beide kampioenschappen.

## Loopbaan als trainer
Na het beëindigen van zijn actieve loopbaan als speler werd hij coach van zijn oude club River Plate. Hiermee werd hij verschillende malen kampioen.
Voor het WK 1998 in Frankrijk werd Passarella aangesteld als trainer van de nationale ploeg. Hij nam zijn vriend Américo Gallego mee als assistent. Uiteindelijk presteerde de ploeg tegenvallend, en werd in de kwartfinales uitgeschakeld met 2-1 door Nederland. Na de uitschakeling werd Passarella vervangen door Marcelo Bielsa.
Passarella werd daarna de coach van buurland Uruguay in de kwalificatie voor het WK 2002. Na problemen met enkele spelers over zijn selectiebeleid nam hij echter ontslag op 20 februari 2001. Hij keerde terug naar Europa en werd kort en weinig succesvol trainer van AC Parma tijdens het seizoen 2001.
In 2003 won hij de Mexicaanse competitie met CF Monterrey. Een jaar later noemde Pelé hem als een van de 125 grootste nog levende voetballers ooit. Later werd hij ontslagen als coach van het Braziliaanse Corinthians na slechte resultaten. In januari 2006 keerde hij weer terug bij zijn oude club River Plate, na een afwezigheid van 12 jaar.

## Erelijst
Als speler
 CA River Plate
- Primera División (6): 1975 Metropolitano, 1975 Nacional, 1977 Metropolitano, 1979 Metropolitano, 1979 Nacional, 1980 Metropolitano, 1981 Nacional

 Argentinië
- Wereldkampioenschap voetbal: 1978, 1986

Individueel als speler
- Argentijns voetballer van het jaar: 1976
- Wereldkampioenschap voetbal All-Star Team: 1978
- FIFA 100: 2004
- Golden Foot Legends Award: 2015
- AFA Team aller tijden (gepubliceerd in 2015)
- World Soccer: Honderd grootste voetballers aller tijden
- ACF Fiorentina All-time XI

Als trainer
 CA River Plate
- Primera División: 1989/90, Apertura 1991, Apertura 1993

 CF Monterrey
- Primera División: Clausura 2003

Individueel als trainer
- Zuid-Amerikaans trainer van het jaar: 1997